# Khủng hoảng ngân hàng Hoa Kỳ 2023

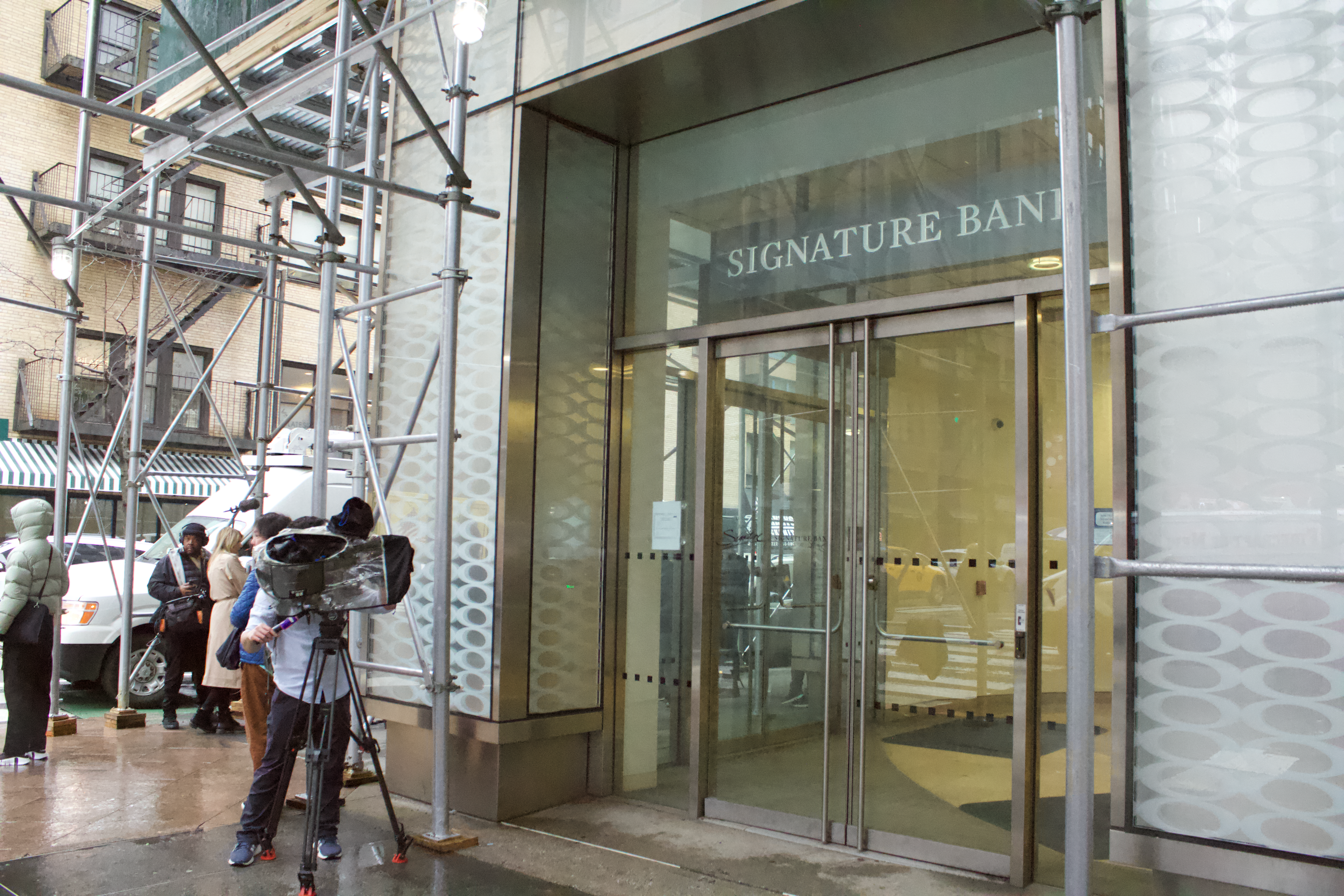
Đội ngũ báo chí bên ngoài chi nhánh Signature Bank ở New York vào ngày 13 tháng 3 năm 2023

Trong 5 ngày của tháng 3 năm 2023, ba ngân hàng vừa và nhỏ của Hoa Kỳ lần lượt phá sản, khiến giá cổ phiếu ngân hàng toàn cầu sụt giảm mạnh và buộc các cơ quan quản lý phải phản ứng nhanh chóng để ngăn chặn khả năng lan rộng toàn cầu. Silicon Valley Bank (SVB) sụp đổ do một đợt đột biến rút tiền gửi bùng nổ sau khi ngân hàng này bán trái phiếu kho bạc của mình với mức lỗ lớn, khiến người gửi tiền lo ngại về vấn đề thanh khoản của ngân hàng. Trái phiếu đã mất giá đáng kể do lãi suất thị trường tăng sau khi ngân hàng chuyển hạng mục đầu tư sang trái phiếu có kỳ hạn dài hơn. Khách hàng của ngân hàng chủ yếu là các công ty công nghệ và những cá nhân giàu có nắm giữ số tiền gửi lớn, nhưng số dư vượt quá 250.000 USD thì không được Công ty Bảo hiểm Ký thác Liên bang Hoa Kỳ (FDIC) cung cấp bảo hiểm. Silvergate Bank và Signature Bank, hai ngân hàng đều có mức độ hoạt động đáng kể với tiền mã hóa, đã phá sản trong bối cảnh hỗn loạn thị trường lúc bấy giờ.
Để đối phó với sự sụp đổ của các ngân hàng, ba cơ quan quản lý ngân hàng liên bang lớn của Hoa Kỳ đã tuyên bố trong một thông cáo chung rằng các biện pháp đặc biệt sẽ được thực hiện để đảm bảo rằng tất cả các khoản tiền gửi tại Silicon Valley Bank và Signature Bank sẽ được bảo hộ. Cục Dự trữ Liên bang đã thành lập Chương trình Tài trợ Ngân hàng Có kỳ hạn (Bank Term Funding Program, BTFP) để cung cấp các khoản vay lên tới một năm cho các tổ chức lưu ký đủ điều kiện sử dụng tài sản đủ điều kiện làm tài sản thế chấp.
Để ngăn chặn tình trạng này ảnh hưởng đến nhiều ngân hàng hơn, các cơ quan quản lý tài chính toàn cầu, bao gồm Cục Dự trữ Liên bang, Ngân hàng Canada, Ngân hàng Anh, Ngân hàng Nhật Bản, Ngân hàng Trung ương Châu Âu và Ngân hàng Trung ương Thụy Sĩ, đã can thiệp để cung cấp thanh khoản đặc biệt.
Đến ngày 16 tháng 3, các dòng vốn lớn liên ngân hàng đã xuất hiện để củng cố bảng cân đối ngân hàng và một số nhà phân tích cho rằng khủng hoảng ngân hàng Hoa Kỳ có thể lan rộng hơn nữa. Cơ sở thanh khoản trong cửa sổ chiết khấu của Cục Dự trữ Liên bang đã phải vay khoảng 150 tỷ USD từ nhiều ngân hàng khác nhau tính đến ngày 16 tháng 3.
Ngay sau khi SVB rơi vào khủng hoảng, người gửi tiền đã nhanh chóng bắt đầu rút tiền mặt ở First Republic Bank (FRB) có trụ sở tại San Francisco, nơi tập trung vào nhóm ngân hàng tư nhân dành cho nhóm khách hàng giàu có. Giống như SVB, FRB có số tiền gửi không được bảo hiểm đáng kể vượt quá 250.000 USD. Những khoản tiền gửi này chiếm 68% tổng số tiền gửi tại ngân hàng vào cuối năm 2022, và đã giảm xuống còn 27% vào cuối tháng 3, do 100 tỷ USD tiền gửi không được bảo hiểm đã bị rút. Mặc dù được một nhóm ngân hàng lớn bơm vốn 30 tỷ USD vào tháng 3, FRB vẫn tiếp tục mất ổn định và giá cổ phiếu của nó lao dốc khi FDIC chuẩn bị tiếp quản nó và tìm người mua vào ngày 29 tháng 4. Ngày 1 tháng 5, FDIC thông báo rằng First Republic đã bị đóng cửa và bán cho JPMorgan Chase.